# Bathala
Bathala ist eine kleine maledivische Insel im Nordosten des Ari-Atolls im Indischen Ozean.
Die ovalförmige Insel misst rund 150 Meter in der Länge und 300 Meter in der Breite und ist von einem Hausriff umgeben. Sie ist nach einer Süßkartoffelart benannt ("Bathala" ist Dhivehi für "Süßkartoffel"). Die ansonsten bewaldete Touristeninsel umläuft ein Sandstrand der an die 45 Bungalows für Reisegäste weiter im Inselinneren heranläuft. In der Inselmitte befinden sich kleine Geschäfte und Versorgungseinrichtungen.